# Elecciones generales de España de 1977
Las elecciones generales de España de 1977 se celebraron el miércoles 15 de junio para elegir a los miembros que iban a constituir las Cortes —el Congreso de los Diputados y el Senado—. Fueron unos comicios de carácter histórico, ya que constituyeron las primeras elecciones libres que se celebraban en el país desde los tiempos de la Segunda República, concretamente desde febrero de 1936. Fueron también las primeras elecciones libres que se celebraban tras la dictadura de Francisco Franco.
Las elecciones fueron convocadas por el presidente del Gobierno Adolfo Suárez a través del Real Decreto 679/1977, de 15 de abril. Las Cortes resultantes de estos comicios fueron las que aprobaron poco después la Constitución de 1978.
Los resultados de las elecciones marcaron una tendencia de signo moderado, ya que los votantes apostaron mayoritaria y claramente por partidos de centroderecha y centroizquierda. El presidente del gobierno, Adolfo Suárez, nombrado el 3 de julio de 1976 por el rey para conducir la reforma política, desde el poder organizó una plataforma de «centro democrático», con la cual agruparse junto una serie de partidos en la luego denominada Unión de Centro Democrático. Esta coalición electoral, que concentró a un gran número de pequeños y medianos partidos centristas o liberales, resultó la ganadora de las elecciones y se quedó a unos escaños de la mayoría absoluta.
La otra gran sorpresa de la jornada fue el Partido Socialista Obrero Español que, liderado por el joven abogado Felipe González desde 1974, logró obtener un gran triunfo y obtuvo la segunda posición con casi 120 escaños, convirtiéndose además en el primer y principal partido de la oposición. Le arrebató así la hegemonía en la izquierda al Partido Comunista de España (PCE), formación política que durante los cuarenta años de dictadura se había distinguido por su lucha contra el franquismo y de hecho, hasta entonces, había sido el principal partido de la oposición antifranquista. Liderado por el histórico Santiago Carrillo, el PCE obtuvo el tercer puesto con 20 diputados. El PSP de Enrique Tierno Galván concurrió a las elecciones en coalición con varios formaciones que habían pertenecido a la Federación de Partidos Socialistas, pero esta solo obtuvo 6 escaños.
En posiciones más derechistas que las de UCD, Manuel Fraga, que fue ministro durante los años del desarrollismo franquista y, posteriormente, vicepresidente y ministro de Gobernación del primer gobierno del rey, lideró la Federación de Partidos de Alianza Popular (AP) que, representando al franquismo sociológico, obtuvo 16 diputados. Con ello, Fraga y AP quedaron a mucha distancia de la UCD, sin lograr capitalizar el voto conservador.
Varios partidos nacionalistas, destacando los catalanistas y vasquistas, también obtuvieron representación parlamentaria.

## Contexto histórico

### La reforma del sistema franquista
En julio de 1976 Adolfo Suárez formó un gobierno de jóvenes «reformistas» franquistas, en el que no incluyó a ninguna figura prominente (Fraga y Areilza se negaron a participar). En su primera declaración pública el nuevo presidente presentó su proyecto «reformista», afirmando que su meta era conseguir «que los Gobiernos del futuro sean el resultado de la libre voluntad de la mayoría de los españoles» y, anunció que el pueblo se expresaría libremente en unas elecciones generales que se convocarían para antes del 30 de junio del año siguiente.
El proyecto de Ley para la Reforma Política era en esencia de planteamiento sencillo. Se creaban unas nuevas Cortes formadas por dos cámaras, el Congreso de Diputados y el Senado, compuestas de 350 y 204 miembros respectivamente y elegidas por sufragio universal, excepto los senadores designados por el rey. Y al mismo tiempo quedaban abolidas implícitamente todas las instituciones establecidas en las leyes fundamentales que no fueran esas Cortes, es decir, todas las instituciones franquistas sin excepción, por lo que la ley de reforma lo que hacía en realidad era liquidar lo que pretendía reformar.
El proyecto de Ley fue aprobado por las Cortes franquistas el 18 de noviembre de ese año, después de que el gobierno Suárez hubiera maniobrado para que una mayoría de los procuradores franquistas votaran a favor. Entre otras cosas, se advirtió a los procuradores que desempeñaban altos cargos en la administración de que corrían el riesgo de perderlos si no apoyaban el proyecto, mientras que a otros se prometió que podrían renovar sus escaños en las nuevas Cortes que serían elegidas. Estas y otras artimañas explican por qué las Cortes franquistas decidieron «suicidarse». A continuación el gobierno convocó un referéndum popular para el día 15 de diciembre, aunque sin dar ninguna oportunidad a la oposición para que pudiera exponer su postura, la abstención, en los medios de comunicación que controlaba, televisión y radio, y desplegó una formidable campaña a favor del "Sí", por lo que el resultado del referéndum no deparó ninguna sorpresa: hubo una alta participación y el "Sí" ganó abrumadoramente con el 94,2 % de los votos. La Reforma política, e implícitamente la Monarquía y el gobierno Suárez, quedaban así legitimados por el voto popular. A partir de ese momento, ya no tenía sentido la reivindicación de la oposición de que se formara un gobierno de «amplio consenso democrático». Será el gobierno de Suárez el que asumirá la tarea que la oposición había asignado a ese gobierno: convocar elecciones generales.

### Campaña electoral
Entre finales de 1976 y mediados de 1977 el gobierno procedió a la legalización de muchos de los partidos adscritos a la Oposición antifranquista, la coloquialmente denominada Platajunta, especialmente el Partido Socialista Obrero Español (PSOE) y el Partido Socialista Popular. También se legalizaron nuevas formaciones políticas, como la Alianza Popular liderada por el exministro Manuel Fraga. Suárez continuó al frente del antiguo partido franquista, FET y de las JONS, aunque en abril de 1977 procedió a su disolución. Fue entonces cuando se dedicó a organizar una nueva plataforma electoral con la que presentarse a los comicios, la posteriormente denominada Unión de Centro Democrático (UCD), donde quedó integrado un gran número de pequeños y medianos partidos de ideología variada: socialdemócratas, demócrata-cristianos, liberales, centristas, independientes, etc. 
Sin embargo, el Partido Comunista de España continuaba siendo una formación ilegal, lo que constituía un escollo en los planes del gobierno Suárez. El 9 de abril el PCE fue finalmente legalizado, medida que encontró con una fortísima oposición por parte de las Fuerzas Armadas. El gobierno logró reconducir la situación y los mandos del Ejército acabaron aceptando la legalización como un hecho consumado, no sin producirse la dimisión de algún militar de alto grado, como el ministro de Marina Gabriel Pita da Veiga. Como contrapartida, el Partido Comunista tuvo que aceptar la monarquía como forma de gobierno y también la bandera rojigualda, con lo que las banderas republicanas desaparecieron de sus mítines.
Otros partidos que mantuvieron sus aspiraciones republicanas no fueron legalizados, como Acción Republicana o Esquerra Republicana de Catalunya, hasta el 2 de agosto de 1977, diecisiete días después de las elecciones. Izquierda Republicana, partido fundado por Manuel Azaña en 1934, no formalizó su situación hasta el 10 de noviembre de ese mismo año. Algunos miembros de este partido decidieron presentarse a los comicios bajo las siglas del Frente Democrático de Izquierdas, coalición formada entre otros por el también ilegalizado Partido del Trabajo de España (PTE).
La hostilidad de ciertos mandos militares hizo que el Gobierno y la oposición fueran prudentes al negociar la ley electoral. Sin embargo, la campaña transcurrió en un ambiente festivo. Durante la campaña, no obstante, se celebraron cerca de 22.000 mítines. El PSOE y el PCE celebraron los mayores mítines, pero la constante presencia en los medios de comunicación estatales de la progubernamental UCD acabó revelándose decisiva. Además, Suárez se negó a debatir con ningún rival, explotó el control gubernamental de otros muchos medios de comunicación y realizó una aplastante campaña propagandística.
Alianza Popular (AP), pese a su abundancia de recursos económicos y de políticos conocidos, se vio perjudicada por la participación del expresidente Arias, quien volvió a expresar una postura inmovilista como ya había hecho en los últimos años de la Dictadura franquista. También la presencia de Santiago Carrillo y otros políticos comunistas de avanzada edad evocaba en los electores el recuerdo de la guerra civil, y el PCE se vio perjudicado por ello. El Partido Comunista recurrió para sus listas electorales a un buen número de veteranos de la guerra mientras que el PSOE llevó a cabo un mayor esfuerzo rejuvenecedor, promocionando más a políticos jóvenes.

### Día de las elecciones y resultados

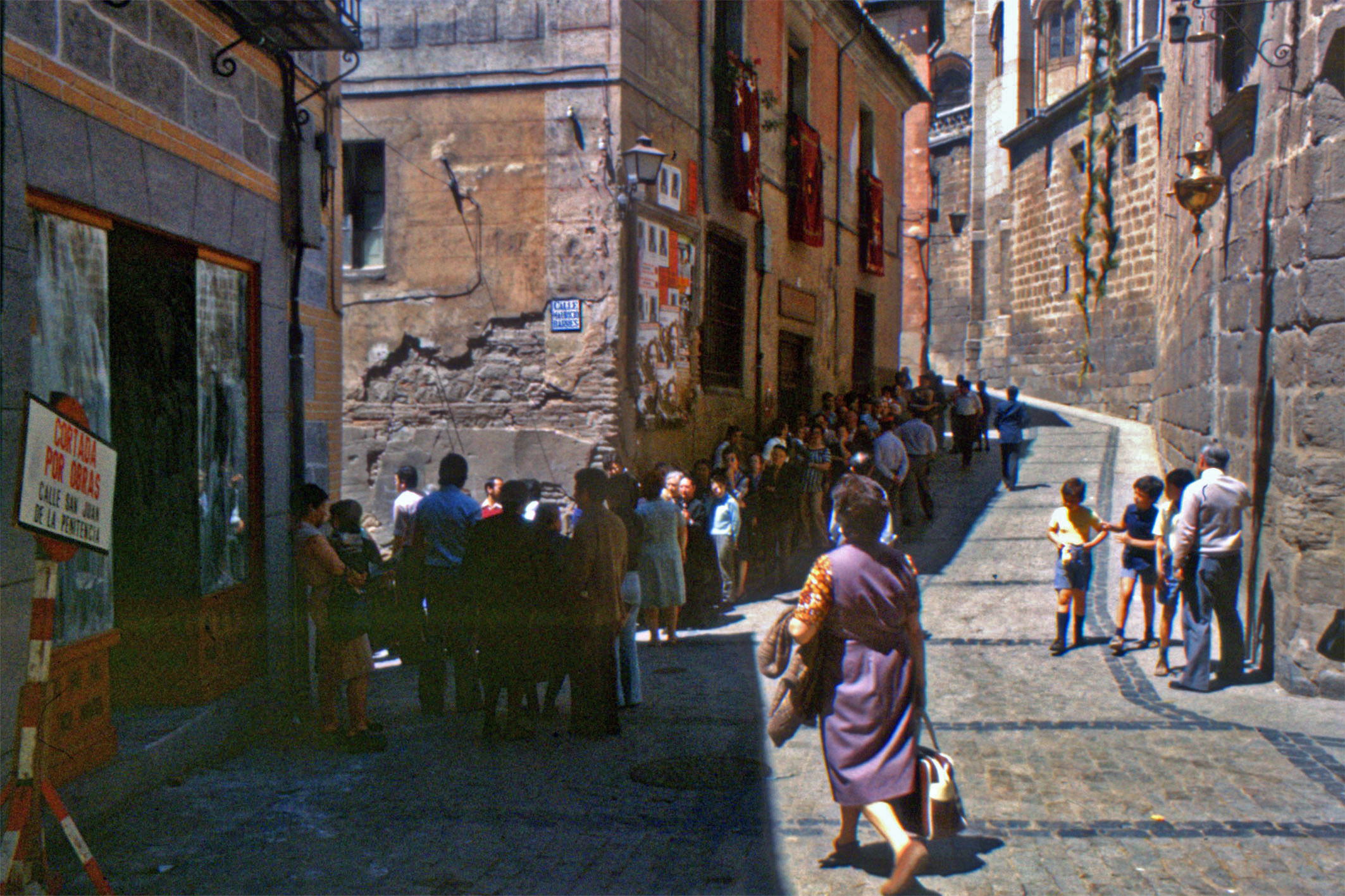
Toledo, durante las elecciones generales de 1977.

Finalmente el 15 de junio de 1977 se celebraron las elecciones sin que se produjera ningún incidente y con una participación muy alta, cercana al 80 % del censo. La victoria fue para la Unión de Centro Democrático liderada por Adolfo Suárez, que consiguió ser la primera fuerza política a nivel nacional a pesar de no lograr alcanzar la mayoría absoluta en el Congreso de Diputados, pues obtuvo el 34 % de los votos y 165 escaños: le faltaron 11 parlamentarios para lograr la mayoría.
El segundo triunfador de la jornada fue el PSOE, que se convirtió en el partido hegemónico de la izquierda al conseguir el 29,3 % de los votos y 118 diputados, desbancando por amplio margen al PCE, que obtuvo el 9,4 % de los votos y se quedó en 20 diputados, a pesar de que era el partido que había soportado el mayor peso en la lucha antifranquista. El fracaso del PCE causó un fuerte impacto, ya que no se preveía que sacara un resultado tan bajo, y de hecho los resultados no se correspondían ni con su organización ni con su papel durante la Dictadura franquista. El tropiezo del PCE alejó completamente la posibilidad de que el comunismo en España tuviera la importancia que el PCI o el PCF tuvieron en Italia y Francia, respectivamente. También quedó desbancado el Partido Socialista Popular (PSP) de Enrique Tierno Galván, que concurrió a las elecciones junto varias pequeñas organizaciones que habían formado parte de la Federación de Partidos Socialistas bajo el nombre "Unidad Socialista". A pesar de esta coalición, el PSP solo obtuvo seis diputados y el 4 % de los votos. 
El otro gran derrotado de las elecciones, junto con el PCE, fue la Alianza Popular (AP) de Manuel Fraga que solo obtuvo el 8,3 % de los votos y 16 diputados —13 de los cuales habían sido ministros con Franco—. Fraga no logró rentabilizar el franquismo sociológico ni tampoco a los antiguos aperturistas del Franquismo, que en buena medida habían ido a parar al partido del gobierno, es decir, a UCD.
Pero el mayor descalabro lo padeció la Federación de la Democracia Cristiana liderada por Joaquín Ruiz Giménez y de José María Gil Robles, el líder de la CEDA durante la Segunda República, que, contra todo pronóstico, no obtuvo ningún diputado, a pesar de que la coalición obtuvo 215.841 votos (1,18%). El partido de Ruiz-Giménez, Izquierda Democrática (ID), sí logró entrar en el Senado con cinco escaños, aunque este fracaso prácticamente eliminó a los demócrata-cristianos de la vida política española. 
Por otro lado, ni la extrema derecha ni la extrema izquierda consiguieron representación parlamentaria. La ultraderecha se presentó a los comicios muy desunida y fuertemente enfrentada entre sí. La antigua Falange Española Tradicionalista y de las JONS había sido sucedida por numerosas organizaciones que reclamaban ser el sucesor del antiguo "Movimiento Nacional". Como consecuencia de esta división, ninguna formación de extrema derecha obtuvo algún escaño. El antiguo jerarca franquista Raimundo Fernández-Cuesta lideró la Alianza Nacional 18 de Julio formada por varios grupos y partidos ultraderechistas, pero con 67.336 votos (0,37%) tampoco consiguió obtener representación parlamentaria.
También fue significativo que ninguno de los tradicionales partidos republicanos o sus herederos (Izquierda Republicana o Acción Republicana Democrática Española) pudieran participar directamente en estas elecciones, pues no fueron legalizados por el Ministerio del Interior hasta unos meses después de las elecciones. El histórico Partido Carlista liderado Carlos Hugo tampoco pudo concurrir a los comicios por no estar autorizado, aunque también fue legalizado meses después.
Tras las elecciones se dibujó un sistema de partidos llamado de «bipartidismo imperfecto», donde dos grandes partidos o coaliciones (UCD y PSOE), que se situaban hacia el «centro» político, habían recogido el 63 % de los votos y se repartían más del 80 % de los escaños (283 de 350), y otros dos partidos o coaliciones se situaban, con mucho menores apoyos, en los extremos: AP en la derecha y PCE en la izquierda. La excepción al bipartidismo imperfecto la constituyeron el País Vasco, donde el Partido Nacionalista Vasco consiguió 8 escaños y la coalición Euskadiko Ezkerra 1, y Cataluña donde el Pacte Democràtic per Catalunya encabezado Jordi Pujol obtuvo 11 y la coalición Esquerra de Catalunya 1.

## Resultados

### Congreso de los Diputados
| Elecciones generales de España de 1977 → |                                                        |                             |            |       |         |                                                     |  |  |  |  |
| Lista electoral                          | Lista electoral                                        | Cabeza de lista             | Votos      | %     | Escaños | Notas                                               |  |  |  |  |
|                                          | Unión de Centro Democrático (UCD)                      | Adolfo Suárez               | 6 310 391  | 34,44 | 165     | UCD concurre como una coalición electoral.          |  |  |  |  |
|                                          | Partido Socialista Obrero Español (PSOE)               | Felipe González             | 5 371 866  | 29,32 | 118     | En coalición con Socialistes de Catalunya.          |  |  |  |  |
|                                          | Partido Comunista de España (PCE)                      | Santiago Carrillo           | 1 709 890  | 9,33  | 20      | En coalición con el PSUC.                           |  |  |  |  |
|                                          | Federación de Partidos de Alianza Popular (AP)         | Manuel Fraga                | 1 504 771  | 8,21  | 16      |                                                     |  |  |  |  |
|                                          | Partido Socialista Popular-Unidad Socialista (PSP-US)  | Enrique Tierno Galván       | 816 582    | 4,46  | 6       |                                                     |  |  |  |  |
|                                          | Pacte Democràtic per Catalunya (PDPC)                  | Jordi Pujol                 | 514 647    | 2,81  | 11      | Coalición de varios partidos.                       |  |  |  |  |
|                                          | Partido Nacionalista Vasco (PNV)                       | Juan de Ajuriaguerra        | 296 193    | 1,62  | 8       |                                                     |  |  |  |  |
|                                          | Equipo de la Democracia Cristiana (FDC-EDC)            | Joaquín Ruiz-Giménez        | 215 841    | 1,18  | 0       | Coalición de varios partidos.                       |  |  |  |  |
|                                          | Unió del Centre i la Democràcia Cristiana de Catalunya | Antón Cañellas              | 172 791    | 0,94  | 2       | Coalición de varios partidos.                       |  |  |  |  |
|                                          | Esquerra de Catalunya (EC-FED)                         | Heribert Barrera            | 143 954    | 0,79  | 1       | Asociado al Frente Democrático de Izquierdas (FDI). |  |  |  |  |
|                                          | Frente Democrático de Izquierdas (FDI)                 | Lorenzo Bennássar           | 122 608    | 0,67  | 0       | Asociado a Esquerra de Catalunya.                   |  |  |  |  |
|                                          | Alianza Socialista Democrática (ASDCI)                 | Manuel Murillo              | 101 916    | 0,56  | 0       | Coalición de varios partidos.                       |  |  |  |  |
|                                          | Agrupación Electoral de Trabajadores (AET)             | José Sanromá                | 77 575     | 0,42  | 0       |                                                     |  |  |  |  |
|                                          | Alianza Nacional 18 de Julio (AN18)                    | Raimundo Fernández-Cuesta   | 67 336     | 0,37  | 0       | Coalición de varias formaciones.                    |  |  |  |  |
|                                          | Reforma Social Española (RSE)                          | Manuel Cantarero            | 64 241     | 0,35  | 0       |                                                     |  |  |  |  |
|                                          | Euskadiko Ezkerra (EE)                                 | Francisco Letamendia        | 61 417     | 0,34  | 1       | Coalición de EIA y EMK en el País Vasco.            |  |  |  |  |
|                                          | Candidatura Aragonesa Independiente de Centro          | Hipólito Gómez de las Roces | 37 183     | 0,20  | 1       |                                                     |  |  |  |  |
|                                          | Candidatura Independiente de Centro (INDEP)            | José Miguel Ortí Bordás     | 29 834     | 0,16  | 1       |                                                     |  |  |  |  |
|                                          | Otros partidos                                         |                             | 723 290    | 2,97  | 0       |                                                     |  |  |  |  |
|                                          |                                                        |                             |            |       |         |                                                     |  |  |  |  |
| Votos nulos                              | Votos nulos                                            | Votos nulos                 | 265 797    | 1,43% | —       | —                                                   |  |  |  |  |
| Votos en blanco                          | Votos en blanco                                        | Votos en blanco             | 46 248     | 0,25% | —       | —                                                   |  |  |  |  |
| Resultados globales                      | Resultados globales                                    | Resultados globales         | 18 324 333 | 100%  | 350     | —                                                   |  |  |  |  |

1. ↑  De ellos, 32 del PP, 17 del PDC, 16 de FPDL, 14 del PSD, 6 del PDP, 6 del PSLA, 5 del PGI, 4 de la FSD, 4 de AREX, 2 de UC, 2 de UDM y 4 del PL.
2. ↑  De ellos, 8 diputados del Partit Socialista de Catalunya-Congrés (PSC-C).
3. ↑  De ellos, 8 diputados del Partido Socialista Unificado de Cataluña (PSUC).
4. ↑  De ellos, 5 del PSP y 1 del Partido Socialista de Aragón (PSA).
5. ↑  De los cuales 5 diputados fueron para Convergència Democràtica de Catalunya (CDC), 4 de Partit Socialista de Catalunya-Reagrupament (PSC-R) y 2 de Esquerra Democràtica de Catalunya (EDC).
6. ↑  De los cuales 1 diputado fue de Unió Democràtica de Catalunya (UDC) y 1 de Centre Català (CC).

#### Reparto de escaños
| Circunscripción                    | Partido                                   | Votos   | %      | Escaños | Diputados |
| ---------------------------------- | ----------------------------------------- | ------- | ------ | ------- | --- |
| Almería 5 diputados                | UCD                                       | 92 019  | 49,69% | 3       | Juan Antonio Gómez Angulo, Francisco Soler Valero y José Bernal Pérez |
| Almería 5 diputados                | PSOE                                      | 50 723  | 27,39% | 2       | Bartolomé Zamora Zamora y Virtudes Castro García |
| Cádiz 8 diputados                  | PSOE                                      | 150 896 | 36,51% | 4       | Manuel Chaves González, Jerónimo Sánchez Blanco, Ramón Arturo Vargas-Machuca Ortega y Pedro Jiménez Galán |
| Cádiz 8 diputados                  | UCD                                       | 112 927 | 27,32% | 2       | Fernando Jorge Portillo Scharfhausen y José Manuel Paredes Grosso |
| Cádiz 8 diputados                  | PCE                                       | 41 809  | 10,11% | 1       | Rafael Alberti y Merello |
| Cádiz 8 diputados                  | PSP-US                                    | 40 232  | 9,73%  | 1       | Esteban Caamaño Bernal |
| Córdoba 7 diputados                | PSOE                                      | 122 361 | 33,83% | 3       | Guillermo Galeote Jiménez, Rafael Vallejo Rodríguez y Emilio Fernández Cruz |
| Córdoba 7 diputados                | UCD                                       | 117 482 | 32,48% | 3       | José Javier Rodríguez Alcaide, Carmelo Casaño Salido y Antonio José Delgado de Jesús |
| Córdoba 7 diputados                | PCE                                       | 59 668  | 16,50% | 1       | Ignacio Gallego Bezares |
| Granada 7 diputados                | UCD                                       | 152 498 | 43,77% | 4       | Federico Mayor Zaragoza, Arturo Moya Moreno, Mercedes Moll de Miguel y Joaquín García-Romanillos Valverde |
| Granada 7 diputados                | PSOE                                      | 111 746 | 32,07% | 3       | Manuel Fernández-Montesinos García, María Izquierdo Rojo y Daniel Maldonado López |
| Huelva 5 diputados                 | UCD                                       | 89 494  | 47,79% | 3       | Félix Manuel Pérez Miyares, Agustín Jiménez Puente y José Francisco Rodríguez Núñez |
| Huelva 5 diputados                 | PSOE                                      | 63 172  | 33,74% | 2       | Carlos Navarrete Merino y Fernando Juan González Vila |
| Jaén 7 diputados                   | PSOE                                      | 123 708 | 39,38% | 4       | Alfonso Fernández Torres, Julián Jiménez Serrano, Juan Díaz Torres y José Manuel Pedregosa Garrido |
| Jaén 7 diputados                   | UCD                                       | 103 697 | 33,01% | 3       | José Antonio de Simón Calvo, Emilio Muñoz Ibáñez y José Ramos Manzano |
| Málaga 8 diputados                 | PSOE                                      | 185 095 | 42,60% | 4       | Rafael Ballesteros Durán, Carlos Sanjuán de la Rocha, Francisco Román Díaz y Ramón Germinal Bernal Soto |
| Málaga 8 diputados                 | UCD                                       | 115 390 | 26,56% | 3       | Francisco de la Torre Prados, Ignacio Javier Huelín Vallejo y José García Pérez |
| Málaga 8 diputados                 | PCE                                       | 50 990  | 11,73% | 1       | Tomás García García |
| Sevilla 12 diputados               | PSOE                                      | 251 336 | 36,72% | 5       | Alfonso Guerra González, Rafael Escuredo Rodríguez, Alfonso Lazo Díaz, Ana María Ruiz-Tagle Morales y Enrique Martínez Lagares |
| Sevilla 12 diputados               | UCD                                       | 223 252 | 32,62% | 5       | Manuel Francisco Clavero Arévalo, Jaime Julián García Añoveros, José Manuel Tassara Llosent, Eugenio Alés Pérez y Soledad Becerril Bustamante |
| Sevilla 12 diputados               | PCE                                       | 91 914  | 13,43% | 2       | Fernando Soto Martín y Manuel Benítez Rufo |
| Huesca 3 diputados                 | UCD                                       | 55 837  | 45,57% | 2       | León Buil Giral y Joaquín Ignacio Tejera Miró |
| Huesca 3 diputados                 | PSOE                                      | 33 693  | 27,50% | 1       | Jaime Gaspar y Auría |
| Teruel 3 diputados                 | UCD                                       | 46 820  | 50,20% | 2       | José Ramón Lasuén Sancho y José Ángel Biel Rivera |
| Teruel 3 diputados                 | PSOE                                      | 16 423  | 17,61% | 1       | Carlos Zayas Mariategui |
| Zaragoza 8 diputados               | UCD                                       | 138 575 | 31,77% | 3       | Juan Antonio Bolea Foradada, Mariano Alierta Izuel y Luis del Val Velilla |
| Zaragoza 8 diputados               | PSOE                                      | 111 293 | 25,51% | 3       | Ángel Cristóbal Montes, Antonio Piazuelo Plou y Benito Rodrigo González |
| Zaragoza 8 diputados               | PSA-US                                    | 46 737  | 10,71% | 1       | Emilio Gastón Sanz |
| Zaragoza 8 diputados               | CAIC                                      | 37 183  | 8,52%  | 1       | Hipólito Gómez de las Roces |
| Oviedo 10 diputados                | PSOE                                      | 182 850 | 31,74% | 4       | Luis Gómez Llorente, Honorio Díaz Díaz, José Manuel Palacio Álvarez y Emilio Barbón Martínez |
| Oviedo 10 diputados                | UCD                                       | 177 843 | 30,87% | 4       | Luis Vega Escandón, Emilio García-Pumarino Ramos, Ricardo León Herrero y Alfredo Prieto Valiente |
| Oviedo 10 diputados                | AP                                        | 77 932  | 13,53% | 1       | Juan Luis de la Vallina Velarde |
| Oviedo 10 diputados                | PCE                                       | 60 297  | 10,47% | 1       | Dolores Ibárruri Gómez |
| Palma de Mallorca 6 diputados      | UCD                                       | 163 536 | 51,89% | 4       | Raimundo Clar Garau, Santiago Rodríguez-Miranda Gómez, Miguel Durán Pastor y Francisco Gari Mir |
| Palma de Mallorca 6 diputados      | PSOE                                      | 73 554  | 23,34% | 2       | Félix Pons Irazazábal y Emilio Alonso Sarmiento |
| Las Palmas 6 diputados             | UCD                                       | 187 254 | 66,00% | 5       | José Miguel Bravo de Laguna Bermúdez, Fernando Bergasa Perdomo, César Llorens Bargés, Nicolás Díaz-Saavedra Morales y Rafael Martín Hernández |
| Las Palmas 6 diputados             | PSOE                                      | 39 616  | 13,96% | 1       | Jerónimo Saavedra Acevedo |
| Santa Cruz de Tenerife 7 diputados | UCD                                       | 140 237 | 53,23% | 5       | José Miguel Galván Bello, Rubens Darío Henríquez Hernández, Alfonso Soriano Benítez de Lugo, Manuel Acevedo Bisshopp y Esther Beatriz Tellado Alfonso |
| Santa Cruz de Tenerife 7 diputados | PSOE                                      | 50 951  | 19,34% | 2       | Luis Fajardo Spínola y Néstor Padrón Delgado |
| Santander 5 diputados              | UCD                                       | 102 719 | 40,06% | 3       | Justo de las Cuevas González, Francisco Lainz Gallo y José Miguel Álava Aguirre |
| Santander 5 diputados              | PSOE                                      | 67 611  | 26,37% | 1       | Jaime Blanco García |
| Santander 5 diputados              | AP                                        | 36 598  | 14,27% | 1       | Modesto Piñeiro Ceballos |
| Albacete 4 diputados               | UCD                                       | 64 603  | 38,1%  | 2       | Francisco Ruiz Risueño y José Luis Moreno García |
| Albacete 4 diputados               | PSOE                                      | 56 332  | 33,22% | 2       | Antonio Peinado Moreno y Juan Francisco Delgado Ruiz |
| Ciudad Real 5 diputados            | UCD                                       | 102 362 | 41,25% | 3       | Blas Camacho Zancada, Antonio López-Casero García y Pedro Muñoz Arias |
| Ciudad Real 5 diputados            | PSOE                                      | 79 715  | 32,12% | 2       | Miguel Ángel Martínez Martínez y Manuel Marín González |
| Cuenca 4 diputados                 | UCD                                       | 70 550  | 55,89% | 3       | Gervasio Martínez-Villaseñor García, Manuel Sevilla Corella y Ángel Martínez Soriano, |
| Cuenca 4 diputados                 | PSOE                                      | 28 350  | 22,46% | 1       | Virgilio Zapatero Gómez |
| Guadalajara 3 diputados            | UCD                                       | 39 321  | 48,73% | 2       | Luis de Grandes Pascual y Leandro Cros Palencia |
| Guadalajara 3 diputados            | PSOE                                      | 17 133  | 21,23% | 1       | Carlos de Luxán Meléndez |
| Toledo 5 diputados                 | UCD                                       | 101 891 | 38,32% | 2       | Rafael Arias-Salgado Montalvo y Gonzalo Payo Subiza |
| Toledo 5 diputados                 | PSOE                                      | 83 956  | 31,57% | 2       | Jerónimo Ros Campillo y Manuel Lucio Díaz-Marta y Pinilla |
| Toledo 5 diputados                 | AP                                        | 44 091  | 16,58% | 1       | Licinio de la Fuente y de la Fuente |
| Ávila 3 diputados                  | UCD                                       | 71 650  | 68,15% | 3       | Fernando Alcón Sáez, José María Martín Oviedo y Daniel de Fernando Alonso |
| Burgos 4 diputados                 | UCD                                       | 89 363  | 47,97% | 3       | Juan Manuel Reol Tejada, José Antonio González García] y Manuel Fernández Manrique |
| Burgos 4 diputados                 | PSOE                                      | 44 388  | 23,83% | 1       | Esteban Granado Bombín |
| León 6 diputados                   | UCD                                       | 137 495 | 50,88% | 4       | Manuel Núñez Pérez, Emilio Martín Villa, Baudilio Tomé Robla y Manuel Ángel Fernández Arias |
| León 6 diputados                   | PSOE                                      | 64 766  | 23,97% | 1       | Baldomero Lozano Pérez |
| León 6 diputados                   | AP                                        | 33 285  | 12,32% | 1       | Antonio del Valle Menéndez |
| Palencia 3 diputados               | UCD                                       | 51 568  | 50,52% | 2       | Fernando Álvarez de Miranda y Torres y Jesús Hervella García |
| Palencia 3 diputados               | PSOE                                      | 25 878  | 25,35% | 1       | Vicente Gutiérrez Pascual |
| Salamanca 4 diputados              | UCD                                       | 108 862 | 56,09% | 3       | Jesús Esperabé de Arteaga González, Salvador Sánchez Terán Hernández y Alberto Estella Goytre |
| Salamanca 4 diputados              | PSOE                                      | 44 168  | 22,76% | 1       | José Luis González Marcos |
| Segovia 3 diputados                | UCD                                       | 50 270  | 58,76% | 2       | Modesto Fraile Poujade y Carlos Alfonso Gila González |
| Segovia 3 diputados                | PSOE                                      | 18 210  | 21,28% | 1       | Luis Solana Madariaga |
| Soria 3 diputados                  | UCD                                       | 35 324  | 58,6%  | 3       | Gabriel Cisneros Laborda, José Luis Calvo Morales y Juan Ignacio Sáenz-Díez Gándara |
| Valladolid 5 diputados             | UCD                                       | 104 145 | 42,42% | 3       | Adolfo Sánchez García, Eduardo Moreno Díez y María Teresa Revilla López |
| Valladolid 5 diputados             | PSOE                                      | 76 308  | 31,08% | 2       | Gregorio Peces-Barba Martínez y Juan Luis Colino Salamanca |
| Zamora 4 diputados                 | UCD                                       | 60 626  | 46,59% | 2       | José Antonio Otero Madrigal y Modesto Alonso Pelayo |
| Zamora 4 diputados                 | AP                                        | 30 677  | 23,57% | 1       | Federico Silva Muñoz |
| Zamora 4 diputados                 | PSOE                                      | 26 225  | 20,15% | 1       | Demetrio Madrid López |
| Barcelona 33 diputados             | PSC-PSOE                                  | 721 880 | 30,55% | 11      | Joan Reventós i Carner, Josep María Triginer Fernández, Josep Andreu i Abelló, Josep María Obiols i Germá, Luis Fuertes Fuertes, Eduardo Martín Toval, Juli Busquets Bragulat, Francesc Ramos i Molins, Marta Ángela Mata i Garriga, Rodolfo Guerra Fontana y Carlos Cigarrán Rodil                                  |
| Barcelona 33 diputados             | PSUC-PCE                                  | 469 361 | 19,86% | 7       | Gregorio López Raimundo, Antoni Gutiérrez Díaz, Cipriano García Sánchez, Jordi Solé Tura, Juan Ramos Camarero, Josep María Riera Mercader y María Dolores Calvet Puig |
| Barcelona 33 diputados             | PDPC                                      | 364 798 | 15,44% | 6       | Jordi Pujol i Soley, Ramón Trías Fargas, Josep Verde i Aldea, Miquel Roca i Junyent, Ángel Manuel Perera Calle y Maciá Alavedra i Moner |
| Barcelona 33 diputados             | UCD                                       | 355 857 | 15,06% | 5       | Carlos Sentís Anfruns, Manuel Jiménez de Parga Cabrera, José Espinet Chancho, Vicente Capdevila Cardona y Juan de Dios Ramírez Heredia |
| Barcelona 33 diputados             | UDC-IDCC                                  | 127 679 | 5,4%   | 2       | Antón Cañellas Balcells y Carlos Güell de Sentmenat |
| Barcelona 33 diputados             | Esquerra de Catalunya ERC-PTE-EC-CSUT-ACD | 112 794 | 4,77%  | 1       | Heribert Barrera Costa |
| Barcelona 33 diputados             | CC-AP                                     | 75 097  | 3,18%  | 1       | Laureano López Rodó |
| Gerona 5 diputados                 | PDPC                                      | 67 275  | 27,31% | 2       | Joan Paredes Hernández y Ramón Sala Canadell |
| Gerona 5 diputados                 | PSC-PSOE                                  | 60 747  | 24,66% | 2       | Ernest Lluch Martín y Rosina Lajo Pérez |
| Gerona 5 diputados                 | UCD                                       | 45 231  | 18,36% | 1       | Juan Gich Bech de Careda |
| Lérida 4 diputados                 | PDPC                                      | 45 428  | 24,44% | 2       | Joaquín Arana Pelegrí y Josep Pau i Pernau |
| Lérida 4 diputados                 | UCD                                       | 45 191  | 24,31% | 1       | Manuel de Sárraga Gómez |
| Lérida 4 diputados                 | PSC-PSOE                                  | 27 809  | 14,96% | 1       | Felipe Lorda Alaiz |
| Tarragona 5 diputados              | UCD                                       | 69 014  | 27,32% | 2       | Juan Sabater Escudé y Antonio Faura Sanmartín |
| Tarragona 5 diputados              | PSC-PSOE                                  | 59 926  | 23,72% | 1       | José Vidal Riembau |
| Tarragona 5 diputados              | PSUC-PCE                                  | 41 345  | 16,37% | 1       | José Solé Barberá |
| Tarragona 5 diputados              | PDPC                                      | 37 146  | 14,70% | 1       | Josep Sendra Navarro |
| Ceuta 1 diputado                   | UCD                                       | 19 902  | 55,45% | 1       | Antonio Domínguez García |
| Alicante 9 diputados               | PSOE                                      | 213 242 | 38,83% | 4       | Antonio García Miralles, Joaquín Fuster Pérez, Asunción Cruañes Molina e Inmaculada Sabater Llorens |
| Alicante 9 diputados               | UCD                                       | 197 100 | 35,89% | 4       | Francisco Zaragoza Gomis, Luis Gámir Casares, Joaquín Galant Ruiz y José Luis Barceló Rodríguez |
| Alicante 9 diputados               | PCE                                       | 50 444  | 9,19%  | 1       | Pilar Brabo Castells |
| Castellón 5 diputados              | UCD                                       | 84 115  | 35,32% | 2       | Enrique Monsonís Domingo y Enrique Beltrán Sanz |
| Castellón 5 diputados              | PSOE                                      | 69 976  | 29,38% | 2       | Vicente Antonio Sotillo Martí y Palmira Pla Pechovierto |
| Castellón 5 diputados              | IND                                       | 29 834  | 12,53% | 1       | José Miguel Ortí Bordás |
| Valencia 15 diputados              | PSOE                                      | 395 211 | 36,59% | 7       | José Luis Albiñana Olmos, Jaume Castells Ferrer, Joaquín Ruiz Mendoza, Enrique Sapena Granell, Antonio Bisbal Iborra, Manuel Santolaya Juesas y Juan Bautista Pastor Marco |
| Valencia 15 diputados              | UCD                                       | 334 705 | 30,99% | 5       | Emilio Attard Alonso, Francisco de Paula Burguera Escrivá, Joaquín Muñoz Peirats, Francisco Javier Máximo Aguirre de la Hoz y José Ramón Pin Arboledas |
| Valencia 15 diputados              | PCE                                       | 106 133 | 9,83%  | 1       | Emérito Bono Martínez |
| Valencia 15 diputados              | AP                                        | 60 410  | 5,59%  | 1       | Alberto Jarabo Payá |
| Valencia 15 diputados              | PSP-US                                    | 58 654  | 5,43%  | 1       | Manuel Sánchez Ayuso |
| Badajoz 7 diputados                | UCD                                       | 148 697 | 46,61% | 4       | Enrique Sánchez de León Pérez, Antonio Masa Godoy, Manuel Jesús García Garrido y Dolores Blanca Morenas Aydillo |
| Badajoz 7 diputados                | PSOE                                      | 107 797 | 33,79% | 3       | Luis Yáñez-Barnuevo García, Salvador Soriano Pérez y Juan Carlos Rodríguez Ibarra |
| Cáceres 5 diputados                | UCD                                       | 115 729 | 55,28% | 4       | Juan Rovira Tarazona, Manuel Bermejo Hernández, Santiago Parras Iglesias y Felipe Romero Morcillo |
| Cáceres 5 diputados                | PSOE                                      | 54 827  | 26,19% | 1       | Pablo Castellano Cardalliaguet |
| La Coruña 9 diputados              | UCD                                       | 221 996 | 49,24% | 6       | José Luis Meilán Gil, Perfecto Yebra Martul-Ortega, Antonio Vázquez Guillén, Nona Inés Vilariño Salgado, José Manuel Couceiro Taboada y José Manuel Piñeiro Amigo |
| La Coruña 9 diputados              | PSOE                                      | 78 598  | 17,43% | 2       | Francisco José Vázquez Vázquez y Andrés Eguíbar Rivas |
| La Coruña 9 diputados              | AP                                        | 50 256  | 11,15% | 1       | María Victoria Fernández-España y Fernández-Latorre |
| Lugo 5 diputados                   | UCD                                       | 87 059  | 51,84% | 4       | Antonio Rosón Pérez, José María Pardo Montero, Antonio Díaz Fuentes y Luis González Vázquez |
| Lugo 5 diputados                   | AP                                        | 36 377  | 21,66% | 1       | Antonio Carro Martínez |
| Orense 5 diputados                 | UCD                                       | 99 440  | 61,73% | 4       | Pío Cabanillas Gallas, Eulogio Gómez Franqueira, José Antonio Trillo Torres y Estanislao Reverter Sequeiros |
| Orense 5 diputados                 | AP                                        | 21 502  | 13,35% | 1       | Miguel Riestra Paris |
| Pontevedra 8 diputados             | UCD                                       | 198 231 | 56,85% | 6       | Víctor Moro Rodríguez, Jesús Sancho Rof, José Rivas Fontán, José Antonio Gago Lorenzo, Carlos Sueiro Pico y Elena María Moreno González |
| Pontevedra 8 diputados             | PSOE                                      | 54 642  | 15,67% | 1       | Francisco Bustelo García del Real |
| Pontevedra 8 diputados             | AP                                        | 40 104  | 11,50% | 1       | Gonzalo Fernández de la Mora y Mon |
| Logroño 4 diputados                | UCD                                       | 56 917  | 41,35% | 2       | Luis Apostua Palos y José María Gil-Albert Velarde |
| Logroño 4 diputados                | PSOE                                      | 36 186  | 26,29% | 1       | Javier Luis Sáenz Cosculluela |
| Logroño 4 diputados                | AP                                        | 19 925  | 14,47% | 1       | Álvaro de Lapuerta Quintero |
| Madrid 32 diputados                | UCD                                       | 737 699 | 31,95% | 11      | Adolfo Suárez González, Leopoldo Calvo-Sotelo Bustelo, Juan Manuel Fanjul Sedeño, Francisco Fernández Ordóñez, Joaquín Garrigues Walker, Íñigo Cavero Lataillade, Ignacio Camuñas Solís, José Luis Ruiz-Navarro Gimeno, Fernando Benzo Mestre, Miguel Herrero y Rodríguez de Miñón y José Pedro Pérez-Llorca Rodrigo |
| Madrid 32 diputados                | PSOE                                      | 731 380 | 31,68% | 11      | Felipe González Márquez, Javier Solana Madariaga, Enrique Barón Crespo, Manuel Turrión de Eusebio, Carmen García Bloise, Sócrates Gómez Pérez, León Máximo Rodríguez Valverde, Alonso José Puerta Gutiérrez, Cipriano García Rollán, Juan Antonio Barranco Gallardo y Carlota Bustelo García del Real                |
| Madrid 32 diputados                | PCE                                       | 247 038 | 10,70% | 4       | Santiago Carrillo Solares, Marcelino Camacho Abad, Simón Sánchez Montero y Ramón Tamames Gómez |
| Madrid 32 diputados                | AP                                        | 242 077 | 10,48% | 3       | Manuel Fraga Iribarne, José Martínez Emperador y Gregorio López Bravo y de Castro |
| Madrid 32 diputados                | PSP-US                                    | 211 440 | 9,16%  | 3       | Enrique Tierno Galván, Raúl Morodo Leoncio y Donato Fuejo Lago |
| Melilla 1 diputado                 | UCD                                       | 10 723  | 56,21% | 1       | José Manuel García-Margallo y Marfil |
| Murcia 8 diputados                 | UCD                                       | 181 633 | 40,70% | 4       | Joaquín Esteban Mompeán, Antonio Pérez Crespo, Mario Arnaldos Carreño y Jesús Roque Martínez-Pujalte López |
| Murcia 8 diputados                 | PSOE                                      | 155 871 | 34,93% | 4       | Ciriaco de Vicente Martín, José Antonio Bordés Vila, Francisco Vivas Palazón y Francisco López Baeza |
| Navarra 5 diputados                | UCD                                       | 75 036  | 29,03% | 3       | Jesús Aizpún Tuero, Jesús Ignacio Astrain Lasa y Pedro Pegenaute Garde |
| Navarra 5 diputados                | PSOE                                      | 54 720  | 21,17% | 2       | Gabriel Urralburu Tainta y Julio García Pérez |
| Álava 4 diputados                  | UCD                                       | 38 338  | 30,86% | 2       | Jesús María Viana Santa Cruz y Pedro Morales Moya |
| Álava 4 diputados                  | PSE-PSOE                                  | 34 244  | 25,57% | 1       | José Antonio Aguiriano Forniés |
| Álava 4 diputados                  | EAJ-PNV                                   | 21 708  | 17,48% | 1       | José Ángel Cuerda Montoya |
| Guipúzcoa 7 diputados              | EAJ-PNV                                   | 102 494 | 30,94% | 3       | Xabier Arzalluz Antía, Andoni Monforte Arregui y Gerardo Bujanda Sarasola |
| Guipúzcoa 7 diputados              | PSE-PSOE                                  | 93 010  | 28,07% | 3       | Enrique Múgica Herzog, José Antonio Maturana Plaza y Carlos Corcuera Orbegozo |
| Guipúzcoa 7 diputados              | EE                                        | 31 208  | 9,42%  | 1       | Francisco Letamendía Belzunce |
| Vizcaya 10 diputados               | EAJ-PNV                                   | 171 991 | 30,92% | 4       | Juan Ajuriaguerra Ochandiano, Íñigo Aguirre Kerexeta, Pedro María Sodupe Corcuera y Marcos Vizcaya Retana |
| Vizcaya 10 diputados               | PSE-PSOE                                  | 140 643 | 25,28% | 3       | Nicolás Redondo Urbieta, José María Benegas Haddad y Eduardo López Albizu |
| Vizcaya 10 diputados               | UCD                                       | 91 262  | 16,41% | 2       | Juan Echevarría Gangoiti y Ricardo Echanove Tuero |
| Vizcaya 10 diputados               | AP                                        | 36 934  | 6,64%  | 1       | Pedro de Mendizábal y Uriarte |

### Senado
En la legislatura constituyente del Senado no hubo senadores por designación autonómica al no existir aún la Constitución de 1978, figura creada por dicho texto. Así, todos los senadores lo fueron por elección directa, excepto 41 de ellos, que fueron nombrados por designación real en virtud a la Ley de Reforma Política.
- Electorado: 23.583.762
- Votantes: 2.423.668 (10,28%)
- Abstención: 21.160.094 (89,72%)
- Votos válidos: 2.380.421 (98,22%)
- Votos nulos: 43.247 (1,78%)
- Votos a candidaturas: 2.356.546 (99,00%)
- Votos en blanco: 23.875 (1,00%)

| Elecciones al Senado de España de 1977 →             |                                          |           | |
| Candidatura                                          | Cabeza/s de candidatura                  | Senadores | Por partidos                                                                                                   |
| Unión de Centro Democrático (UCD)                    | Nemesio Fernández-Cuesta, Antonio Fontán | 106       | |
| Partido Socialista Obrero Español (PSOE)             | Rafael Fernández Álvarez                 | 35        | |
| Senado Democrático                                   | Joaquín Satrústegui                      | 16        | PSOE: 6 ID: 3 PCE: 1 AL: 1 Independientes: 5                                                                   |
| Entesa dels Catalans                                 | Josep Benet                              | 12        | PSUC: 4 Socialistas: 4 PSC-C: 3 ERC: 1                                                                         |
| Frente Autonómico                                    | Ramón Rubial, Michel Unzueta             | 10        | PNV: 4 PSE: 3 ESEI: 1 Independientes nacionalistas: 2                                                          |
| Candidatura Democrática Gallega                      |                                          | 3         | PSOE: 1 Independientes: 2                                                                                      |
| Candidatura Aragonesa de Unidad Democrática          | Ramón Sainz de Varanda                   | 3         | PSOE: 1 Independientes: 2                                                                                      |
| Alianza Popular (AP)                                 | Carlos Arias Navarro                     | 2         | |
| Partido Socialista Popular (PSP)                     | José Alonso Pérez                        | 2         | |
| Democràcia i Catalunya (DC)                          | Miquel Coll i Alentorn                   | 2         | CDC: 2 |
| Euskadiko Ezkerra (EE)                               | Juan María Bandrés                       | 1         | |
| Candidatura Aragonesa Independiente de Centro (CAIC) | Isaías Zarazaga                          | 1         | |
| Rioja Democrática                                    | Félix Palomo                             | 1         | Independiente: 1                                                                                               |
| Asamblea Majorera (AM)                               | Miguel Cabrera Cabrera                   | 1         | |
| Fuerza Democrática de Santander                      |                                          | 1         | ID: 1 |
| Listas independientes                                |                                          | 11        | PSOE: 1 PSP: 2 ID: 1 AEIS: 4 Agrupación de Electores Democrática Independiente de Almería: 1 Independientes: 2 |
| Senadores por designación real                       |                                          | 41        | Adscritos a: PSOE: 1 UCD: 7 Entesa dels Catalans: 1 PNV: 1 AP: 1 Independientes: 31                            |

#### Senadores electos
| Por partidos                                                        |           |
| Partido                                                             | Senadores |
| Unión de Centro Democrático (UCD)                                   | 106       |
| Partido Socialista Obrero Español (PSOE)                            | 47        |
| Senadores por designación real                                      | 41        |
| Independientes                                                      | 16        |
| Izquierda Democrática (ID)                                          | 5         |
| Partido Socialista Unificado de Cataluña (PSUC)                     | 4         |
| Socialistas catalanes                                               | 4         |
| Partido Socialista Popular (PSP)                                    | 4         |
| Partido Nacionalista Vasco (PNV)                                    | 4         |
| Partit Socialista de Catalunya-Congrés (PSC-C)                      | 3         |
| Convergència Democràtica de Catalunya (CDC)                         | 2         |
| Alianza Popular (AP)                                                | 2         |
| Independientes Nacionalistas Vascos                                 | 2         |
| Alianza Liberal (AL)                                                | 1         |
| Partido Comunista de España (PCE)                                   | 1         |
| Esquerra Republicana de Catalunya (ERC)                             | 1         |
| Euskal Sozialistak Elkartzeko Indarra (ESEI)                        | 1         |
| Euskadiko Ezkerra (EE)                                              | 1         |
| Candidatura Aragonesa Independiente de Centro (CAIC)                | 1         |
| Asamblea Majorera (AM)                                              | 1         |
| Agrupación de Electores Democrática Independiente de Almería (ADIA) | 1         |

#### Senadores por designación real
Según establecía la Ley de Reforma Política, una quinta parte de los senadores debían ser designados directamente por el rey; así, 41 senadores fueron elegidos entre personalidades independientes, pese a militar algunos en diversos partidos políticos o adscribirse posteriormente a alguno de los grupos parlamentarios. Los senadores por designación real fueron:
| Senador                                         | Profesión                                           |
| ----------------------------------------------- | --------------------------------------------------- |
| Justino de Azcárate (1903-1989)                 | Abogado y político                                  |
| Gloria Begué Cantón (1931-2016)                 | Catedrática de Economía Política y Hacienda Pública |
| Jaime Carvajal y Urquijo (1939)                 | Empresario                                          |
| Camilo José Cela (1916-2002)                    | Escritor                                            |
| Enrique Fuentes Quintana (1924-2007)            | Economista                                          |
| Domingo García Sabell (1908-2003)               | Médico y escritor                                   |
| Antonio González (1917-2002)                    | Químico                                             |
| Julián Marías (1914-2005)                       | Filósofo                                            |
| Carlos Ollero (1912-1993)                       | Jurista                                             |
| José Ortega Spottorno (1918-2002)               | Ingeniero y editor                                  |
| Martín de Riquer (1914-2013)                    | Escritor                                            |
| José Luis Sampedro (1917-2013)                  | Economista y escritor                               |
| Víctor de la Serna Gutiérrez-Répide (1921-1983) | Escritor y periodista                               |
| Luis Díez-Alegría Gutiérrez (1909-2001)         | General                                             |
| Alfonso Escámez (1916-2010)                     | Banquero                                            |
| Guillermo Luca de Tena (1927-2010)              | Periodista y empresario                             |
| Luis Olarra (1932-1994)                         | Empresario                                          |
| Alfonso Osorio (1923-2018)                      | Político y empresario                               |
| Manuel Prado y Colón de Carvajal (1931-2009)    | Diplomático                                         |
| Miguel Primo de Rivera y Urquijo (1934-2018)    | Abogado y político                                  |
| Andrés Ribera Rovira (1919-2002)                | Abogado                                             |
| Luis Sánchez Agesta (1914-1997)                 | Jurista, historiador y político                     |
| Fermín Zelada de Andrés (1912-1997)             | Abogado y político                                  |
| Juan de Arespacochaga (1920-1999)               | Ingeniero y político                                |
| Marcial Gamboa (1906-1986)                      | Almirante                                           |
| Julio Gutiérrez Rubio (1923-2014)               | Abogado y político                                  |
| Antonio Hernández Gil (1915-1994)               | Jurista                                             |
| Belén Landáburu (1934)                          | Abogada y política                                  |
| Antonio Pedrol (1910-1992)                      | Jurista                                             |
| Ángel Salas Larrazábal (1906-1994)              | Teniente General                                    |
| Valentín Silva Melero (1905-1982)               | Catedrático de Derecho Penal                        |
| José María Socías Humbert (1937-2008)           | Abogado y político                                  |
| Fernando Abril Martorell (1936-1998)            | Político e ingeniero                                |
| Luis de Angulo Montes (1911-2001)               | Abogado y empresario                                |
| Torcuato Fernández-Miranda (1915-1980)          | Jurista y político                                  |
| Ignacio García López (1925-2017)                | Político                                            |
| Landelino Lavilla (1934-2020)                   | Político y jurista                                  |
| Rodolfo Martín Villa (1934)                     | Político, ingeniero y empresario                    |
| Marcelino Oreja (1935)                          | Jurista y político                                  |
| Maurici Serrahima (1902-1979)                   | Político y escritor                                 |
| Juan Ignacio de Uría (1929-2015)                | Político y abogado                                  |

Pese a que la mayoría se adscribió a los Grupos Parlamentarios Mixto (9), Independiente (10) y la Agrupación Independiente (11), 7 de ellos se adhirieron al grupo de UCD (Fernando Abril Martorell, Luis de Angulo, Torcuato Fernández-Miranda, Ignacio García López, Landelino Lavilla, Rodolfo Martín Villa, Marcelino Oreja), 1 a Entesa dels Catalans (Maurici Serrahima) y 1 al Grupo Vasco (Juan Ignacio de Uría).

#### Elecciones parciales de 1978
Durante la legislatura constituyente, el 17 de mayo de 1978 se celebraron unas elecciones parciales al Senado para cubrir dos vacantes: la de Julián Andúgar, senador del PSOE por Alicante fallecido en septiembre de 1977; y la de Wenceslao Roces, senador del PCE por Asturias que había dimitido por motivos de salud en noviembre.Resultaron vencedores los dos candidatos socialistas.
Se organizaron de acuerdo al régimen electoral preconstitucional y han sido las últimas elecciones parciales que se han convocado pues la ley electoral actual no las contempla al ser un sistema de listas cerradas.

### Pie de página
1. ↑  «Real Decreto Ley 679/1977».
2. ↑  Ruiz, 2002, p. 30.
3. ↑  Juliá, 1999, p. 218-219.
4. 1 2  Tusell, 1997, p. 34.
5. ↑  Tusell, 1997, p. 32.
6. ↑  Tusell, 1997, p. 37.
7. 1 2  Juliá, 1999, p. 220.
8. ↑  Tusell, 1997, p. 36-37.
9. ↑  Ruiz, 2002, p. 31.
10. 1 2  Juliá, 1999, p. 222.
11. ↑  Tusell, 1997, p. 38.
12. ↑  Tusell, 1997, p. 39.
13. ↑  Ruiz, 2002, p. 31-32.
14. ↑  Ruiz, 2002, p. 33.
15. ↑  Ruiz, 2002, p. 35.
16. ↑  Tusell, 1997, p. 42.
17. ↑  Juliá, 1999, p. 226-227.
18. ↑  Ruiz, 2002, p. 35-36.
19. ↑  Campelo, Patricia (11 de junio de 2014). «"Sin los partidos republicanos, las primeras elecciones generales carecieron de legitimidad"». Público. Consultado el 18 de octubre de 2017.
20. ↑  «Presentadas siete coaliciones a nivel estatal Frente Democrático de Izquierdas». El País. 4 de mayo de 1977. Consultado el 18 de octubre de 2017.
21. ↑  Martínez, 1998, p. 280.
22. 1 2  Preston, 2003, pp. 408-410.
23. ↑  Juliá, 1999, p. 230.
24. ↑  Ruiz, 2002, p. 37.
25. ↑  Martínez, 1998, p. 281.
26. ↑  Tusell, 1997, p. 47.
27. ↑  Ruiz, 2002, p. 37-39.
28. ↑  Tusell, 1997, p. 48.
29. ↑  Ruiz, 2002, p. 38.
30. ↑  Tusell, 1997, p. 52.
31. ↑  «BOE-A-1978-6992 Real Decreto 425/1978, de 11 de marzo, por el que se convocan elecciones parciales para cubrir un escaño de Senador, en representación de la provincia de Oviedo.». www.boe.es. Consultado el 20 de abril de 2024.
32. ↑  «BOE-A-1978-7838 Real Decreto 547/1978, de 25 de marzo, por el que se dictan normas complementarias para las elecciones parciales para cubrir un escaño de Senador en representación de las provincias de Alicante y Oviedo.». www.boe.es. Consultado el 20 de abril de 2024.
33. ↑  «Elecciones al Senado 1977». www.historiaelectoral.com. Consultado el 20 de abril de 2024.
34. ↑  País, El (18 de mayo de 1978). «El PSOE ganó las elecciones al Senado en Alicante y Asturias». El País. ISSN 1134-6582. Consultado el 20 de abril de 2024.